# John Gray McKendrick

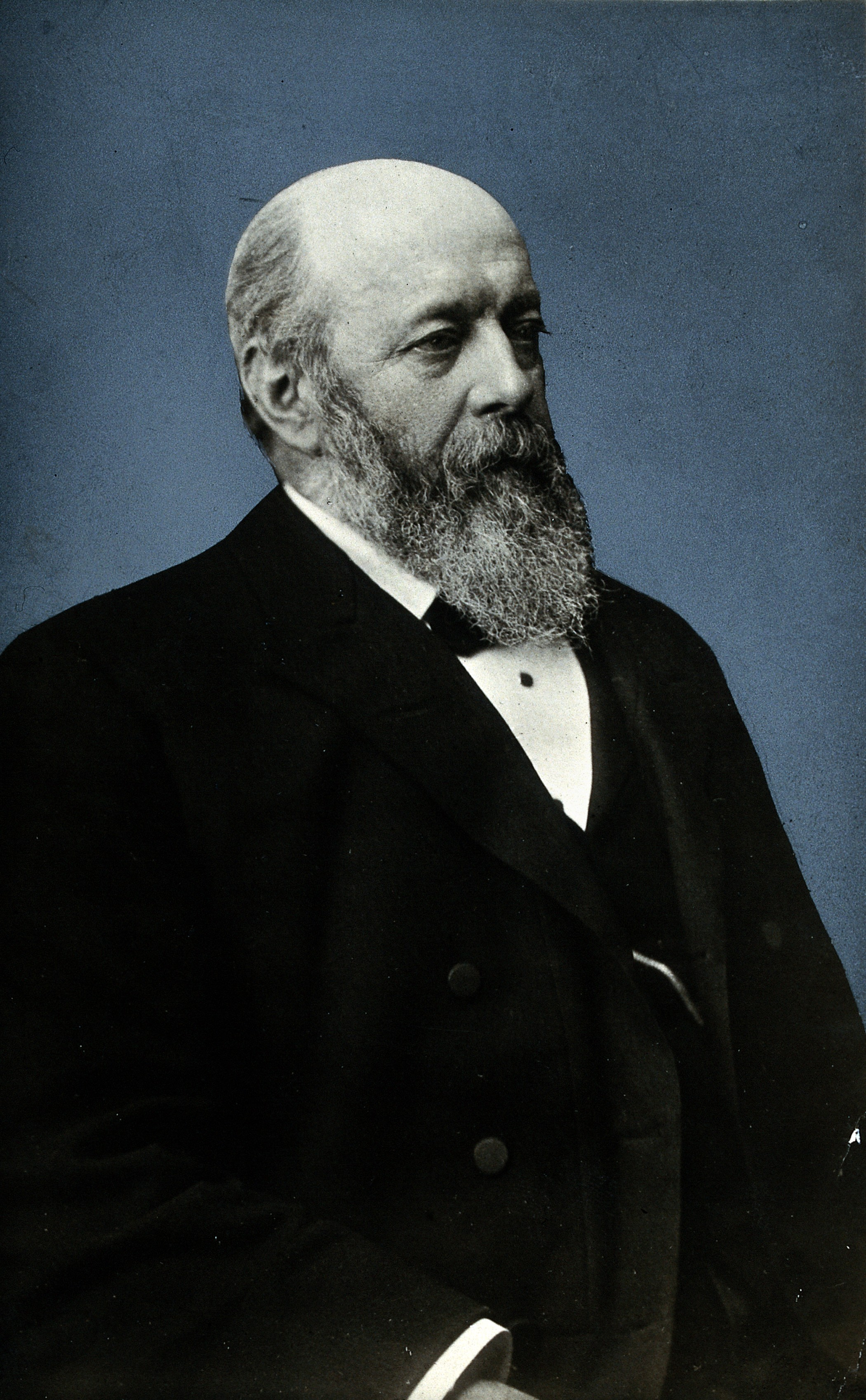
John Gray McKendrick

John Gray McKendrick (* 12. August 1841 in Aberdeen, die University of Glasgow gibt abweichend den 9. März 1841 an; † 2. Januar 1926 in Glasgow) war ein schottischer Arzt und Physiologe. McKendrick selbst bevorzugte die apostrophierte Schreibweise seines Namens: M’Kendrick.

## Leben
McKendrick wurde in Aberdeen als einziger Sohn des Seidenhändlers James McKendrick aus Braco, Perthshire, und dessen Ehefrau Elizabeth née Smith, geboren. McKendricks Mutter konnte sich wegen einer ausbrechenden Tuberkulose nur wenige Monate um das Kind kümmern. Der Vater verstarb im Alter von 29 Jahren, nachdem er geschäftlich Schiffbruch erlitten hatte, und der Junge wuchs in der Obhut einer Hutmacherin auf, Frau Gray. Der Junge lebte erst in Aberdeen, dann bei seinen Großeltern in Braco. Frau Gray konnte ihm eine Lehrstelle in einer Anwaltskanzlei in Aberdeen sichern, die der Junge 1855 antrat. McKendrick zeigte sich vielseitig interessiert und gefördert. Ein Bekannter, Peter Redfern, schlug vor, dass der Junge Medizin studieren solle. Im Alter von zwanzig Jahren bestand McKendrick die Aufnahmeprüfungen und wurde 1861 als Medizinstudent in an der University of Aberdeen eingeschrieben.
Zwar konnte sich McKendrick an der Universität gut schlagen und gewann eine Auszeichnung in vergleichender Anatomie und in Chemie, aber beruflich verlor er seine Anstellung in der Kanzlei, als er um eine berühmte Sängerin zu hören, den Arbeitsantritt um eine halbe Stunde verpasste. Er fand eine neue Anstellung in einer Edinburgher Redaktion und lernte Anatomie von John Goodsir, den er für den Vater der britischen Physiologie hielt und dessen Goldmedaille er gewinnen konnte. Trotz eines zwischenzeitlichen Anfalls akuter Tuberkulose studierte McKendrick weiter und schloss sein Studium 1864 M.B. und Ch.B. ab.
Nach Positionen in Chester und Whitechapel fand McKendrick eine gut bezahlte Position im Belford Hospital in Fort William. So gesichert konnte er seine Jugendliebe, Mary Souttar aus Aberdeen ehelichen. Aus der Verbindung gingen zwei Töchter und drei Söhne hervor, darunter Anderson Gray McKendrick (1876–1943), der sich als Medizinstatistiker einen Namen machen würde.
1869 traf McKendrick durch Zufall auf den damaligen Professor für Physiologie an der University of Edinburgh, John Hughes Bennett, der ihm eine Assistenzstelle in Edinburgh anbot. Die Stelle bedeutete einen Verlust an Einkommen, öffnete dafür aber die Tür zur wissenschaftlichen Forschung. Bennetts Gesundheitsprobleme erlaubte es McKendrick, ihn in den Wintersemestern zu vertreten, wo unter den Studenten auch Sophia Jex-Blake war.
Neben seinen Lehrtätigkeiten erforschte McKendrick mit James Dewar die Funktion von Augen. Die beiden konnten zeigen, dass Licht auf der Retina elektrische Impulse auslöste, eine grundlegende Erkenntnis der Physiologie. Der Effekt konnte in vielen Spezies gezeigt werden und sie veröffentlichten. Allerdings hatte Frithiof Holmgren in Uppsala ohne Wissen von McKendrick und Dewar schon 1865 ähnliche Ergebnisse veröffentlicht und so bestätigten sie nur seine Entdeckung. In Tierversuchen konnte er Teile des Gehirns von Tauben identifizieren, die für die Bewegungen zuständig waren. Sein Interesse war so groß, dass er später eine Lehrassistenz für experimentelle Psychologie in Glasgow einrichtete. Ebenfalls mit Dewar unternahm er pharmakologische Experimente mit Chinolin und Pyridinbasen, die die Grundlagen für verschiedene Therapien legten. Diese Forschungen begründeten McKendricks Ruf. Auch später machte er weitere Entdeckungen, verbesserte Geräte, untersuchte Anästhesie und Atmung, aber keine seiner späteren Arbeiten konnte an die Bedeutung der edinburgher Tage heranreichen.
1873 zog sich Bennett in den Ruhestand zurück, aber anstelle von McKendrick wurde William Rutherford als sein Nachfolger gewählt. Der Rückschlag war vorübergehend und McKendrick konnte sein Einkommen durch außeruniversitären Unterricht schnell ausgleichen. Als sich Andrew Buchanan, der Entdecker des Fibrinogens, 1876 von der Professur zurückzog, wurde McKendrick als zweiter Professor auf den Regius Chair of Theory of Physic or Institutes of Medicine berufen. Buchanan hinterließ ihm eine Abteilung, die nicht mehr auf der Höhe der Zeit war. McKendrick beschaffte sich moderne Ausrüstung aus Kontinentaleuropa, anfänglich auf eigene Kosten. Die Ausrüstung verlieh der physiologischen Forschung in Glasgow neuen Schub.
Neben seiner Lehrtätigkeit fand er noch viel Zeit für Forschung und interessierte sich, basierend auf seinen Veröffentlichungen, für das periphere Nervensystem und die Sinne. Er schrieb Lehrtexte und eine Biografie für Hermann von Helmholtz. Obwohl McKendrick Mitbegründer der Physiological Society war, konzentrierte er seine Forschungen auf die Royal Institution, wo Dewar eine leitende Funktion innehatte. Dort hielt er (neben seiner Regius Professur) noch die Fullerian Professorship, in deren Rahmen er regelmäßig öffentliche Vorlesungen hielt.
1906 zog sich McKendrick von der Professur zurück. Noch während McKendricks Zeit als Professor, 1893, wurde die Professur in den heute gültigen Namen als Regius Professor of Physiology umgetauft. Er hinterließ seinem Nachfolger Diarmid Noel Paton geräumige Labore mit modernen Geräten.
Seit 1898 verwitwet, verbrachte McKendrick seinen Ruhestand überwiegend in Stonehaven, wo er sich aktiv an der Lokalpolitik beteiligte. 1910 wurde er dort sogar Provost, vergleichbar mit einem Bürgermeister. Zwei Söhne und eine Tochter hinterblieben nach seinem Tod am 2. Januar 1926 in seinem Haus in der Rosslyn Terrace, Glasgow. Er wurde bei St. Mary’s Chapel zwischen Muchalls und Stonehaven beigesetzt.

## Ehrungen
Die Royal Society of Edinburgh berief McKendrick 1871 zum Fellow, im gleichen Jahr wie das Royal College of Physicians of Edinburgh. Er wurde 1884 als Fellow in die Royal Society berufen. 1891 hielt McKendrick die Weihnachtsvorlesung der Royal Institution. Die University of Aberdeen und Glasgow (1907) würdigten seine Leistungen mit einem Ehrendoktor (LL.D.).

## Bibliografie

### Bücher
- 1878 Outlines of Physiology in its Relations to Man
- 1879 Lectures on History of Physiology
- 1896 Elementary human physiology
- 1888 Textbook of Phyiology: General Physiology
- 1889 Textbook of Phyiology: Special Physiology
- 1892 Life and Motion

### Vorträge und Artikel
- 1899 Life of Helmholtz
- 1899 Boyle Lecture on Healing (in Oxford)
- 1899 Sience and Faith
- 1901 Christianity and the Sick